# Dusona definis
Dusona definis là một loài tò vò trong họ Ichneumonidae.